# ديفيد ماكسويل (مؤرخ)
ديفيد ماكسويل (بالإنجليزية: David Maxwell)‏ هو مؤرخ بريطاني، ولد في 8 ديسمبر 1963 في بوشي ‏ في المملكة المتحدة.